# Madagaskars herrlandslag i fotboll
Madagaskars herrlandslag i fotboll representerar Madagaskar i fotboll på herrsidan. Laget spelade sin första match 1947 i Réunion, då man ännu var fransk besittning, och förlorade med 1-2 mot Mauritius, i turneringen Triangulaire.

## VM-historik
- 1930 till 1970 - Deltog ej
- 1974 - Drog sig ur
- 1978 - Deltog ej
- 1982 - Kvalificerade sig inte
- 1986 - Kvalificerade sig inte
- 1990 - Deltog ej
- 1994 till 2018 - Kvalificerade sig inte

## Afrikanska mästerskapen
- 1957 till 1970 - Deltog ej
- 1972 - Kvalificerade sig inte
- 1974 - Kvalificerads sig inte
- 1976 - Drog sig ur
- 1978 - Deltog ej
- 1980 till 1988 - Kvalificerade sig inte
- 1990 - Drog sig ur
- 1992 - Kvalificerade sig inte
- 1994 - Deltog ej
- 1996 - Drog sig ur under kvalet
- 1998 - Avstängda på grund av att de drog sig ur 1996
- 2000 till 2017 - Kvalificerade sig inte